# Cá hồi trắng Bering
Cá hồi trắng Bering, (danh pháp hai phần: Coregonus laurettae) là một loài cá thuộc chi Cá hồi trắng trong họ Cá hồi. Nó sinh sống ở Alaska và một phần của Nga. Nó thường được xem là cùng loài với cá hồi Bắc Cực (Coregonus autumnalis).. Cá hồi trắng Bering thường được tìm thấy ở cửa sông, đầm phá hơi đen và các vùng nước ven biển, nhưng có thể thâm nhập đến tận suối thượng nguồn. Phần lớn chúng là loài bơi ngược dòng để đẻ trứng, di cư với khoảng cách đến 2.100 kilômét (1.300 mi) vào sâu trong nội địa để đẻ trứng vào cuối mùa hè